# Johann Nepomuk Endres
Johann Nepomuk Endres (* 15. Januar 1730 in Großbardorf; † 4. Mai 1791 in Würzburg) war ein deutscher Theologe und Jurist. Geistesgeschichtlich bedeutsam ist er als Naturrechtsdenker der katholischen Aufklärung. Dort wird er der  Würzburger Schule (Johann Kaspar Barthel, Georg Christoph Neller, Johann Adam von Ickstatt) zugeordnet.
Endres wurde 1771 zum ordentlichen Professor für Kirchenrecht an der Universität Würzburg ernannt. Von wissenschaftlicher Bedeutung für die Kanonistik sowie die Staats- und Rechtsphilosophie ist heute aus geistesgeschichtlicher Sicht insbesondere noch seine Dissertation von 1761 über die Notwendigkeit der Naturrechtswissenschaft. Im Zeitalter von Vernunftrecht und Aufklärung entwickelt Endres darin neben einer christlichen Naturrechtslehre auch eine Theorie zum Verhältnis von Staat und Kirche, indem er aus einer Analogiebildung von staatlicher und kirchlicher Regierungsform die Unabhängigkeit und Eigenrechtsmacht der katholischen Kirche begründet.